# District de Gondiya
Le district de Gondiya (Marathi: गोंदिया जिल्हा )  est un district de la division de Nagpur, dans l'état du Maharashtra en Inde.

## Population
Il a une population de 1 322 507 habitants en 2011.
Son chef-lieu est Gondia.